# SE Ceilandense
SE Ceilandense is een Braziliaanse voetbalclub uit Ceilândia, in het Federaal District.

## Geschiedenis
De club werd opgericht in 1977 als SE Ceilandense. De club speelde in 1995 en 1997 in de Série C, maar werd telkens in de eerste ronde uitgeschakeld. Tussen 2009 en 2013 speelde de club onder de naam Atlético Ceilandense nadat de club ging samenwerken met Atletico Goianiense. Nadat de samenwerking in 2013 stopte, nam de club opnieuw de oude naam aan. 